# Pilaster
Pilaster (fr. pilastre, ital. pilastro af lat. pila "en pille") er en vægpille, en halvpille, som kun for delvist springer frem fra murfladen.
Den er firkantet i modsætning til halvsøjlen; den har basis, skaft og kapitæl og retter sig stilmæssigt efter de anvendte søjler og piller.
Skaftet er ofte delt ved rifler eller fyldninger og dekoreret med ornamenter. Pilasteren tjener til forstærkning af mure eller til understøttelse for arkitrav, bjælkeloft eller hvælvinger; ofte anvendes den som dekoration for at bryde en død flade. Pilasteren bliver oftest i dag anvendt som pynt, da man nu til dags har bedre og nemmere metoder til at gøre konstruksionerne stærke.

- Wikimedia Commons har flere filer relateret til Pilaster

| Arkitektur | Spire Denne arkitekturartikel er en spire som bør udbygges. Du er velkommen til at hjælpe Wikipedia ved at udvide den. |